# St. Margarets
St. Margarets – wieś i civil parish w Anglii, w hrabstwie Herefordshire. W 2011 civil parish liczyła 180 mieszkańców.